# Baie d'Avatcha
Ne doit pas être confondu avec Golfe Avatchinski.
La baie d'Avatcha (en russe : Авачинская бухта, Avatchinskaïa boukhta) est une baie située dans le golfe Avatchinski, au sud-est de la péninsule du Kamtchatka, en Russie, et débouchant sur l'océan Pacifique. La baie doit son nom au volcan Avatchinski. Avatcha signifie « étranger » (c’est-à-dire « russe ») en itelmène, la langue des anciens autochtones peuplant la péninsule.

## Géographie
La baie d'Avatcha est longue de 24 kilomètres et large à son entrée de 3 km. Elle est ouverte vers le sud-est sur l'océan Pacifique. La profondeur maximale est de 26 mètres. Ses côtes sinueuses, longues de 129 km, englobent d'autres petites baies, dont les baies Tikhaïa et Malaïa Laguiernaïa. Au nord-ouest de la baie se trouvent l'embouchure des fleuves Avatcha et Paratounka (ru). À son entrée s'élèvent les célèbres rochers surnommés Tri Brata, les « Trois frères ».
La baie ne gèle pas l'hiver, ce qui permet aux embarcations de s'y réfugier en cas de tempête. Les eaux de la baie ont une influence sur le climat côtier, minimisant les amplitudes thermiques. Les abords de la baie sont la région la plus peuplée du kraï du Kamtchatka.
La ville portuaire de Petropavlovsk-Kamtchatski et la ville fermée de Vilioutchinsk bordent la baie, respectivement sur sa rive nord et sur sa rive sud. La base navale de Vilioutchinsk abrite la flotte russe du Pacifique. 

## Histoire
En 1740, un fortin est fondé à l'emplacement du centre-ville de Petropavlovsk-Kamtchatski par Vitus Béring lors de sa seconde expédition au Kamtchatka.
La baie est explorée par le capitaine James Cook et son équipage lors de sa troisième circumnavigation de 1776. Le comte Lapérouse et le commandant Fleuriot de Langle, à bord des deux frégates royales La Boussole et L'Astrolabe, explorent à leur tour la baie lors de l'expédition tragique de 1785. Elle est également explorée en 1828 par l'expédition du Seniavine commandée par le capitaine von Lütke, pour le compte de la Russie. La baie est cartographiée par Mikhaïl Tebenkov, explorateur et officier de la Marine impériale russe, dans les années 1830.
En 1938, la base navale de Vilioutchinsk est créée sur la rive sud de la baie.

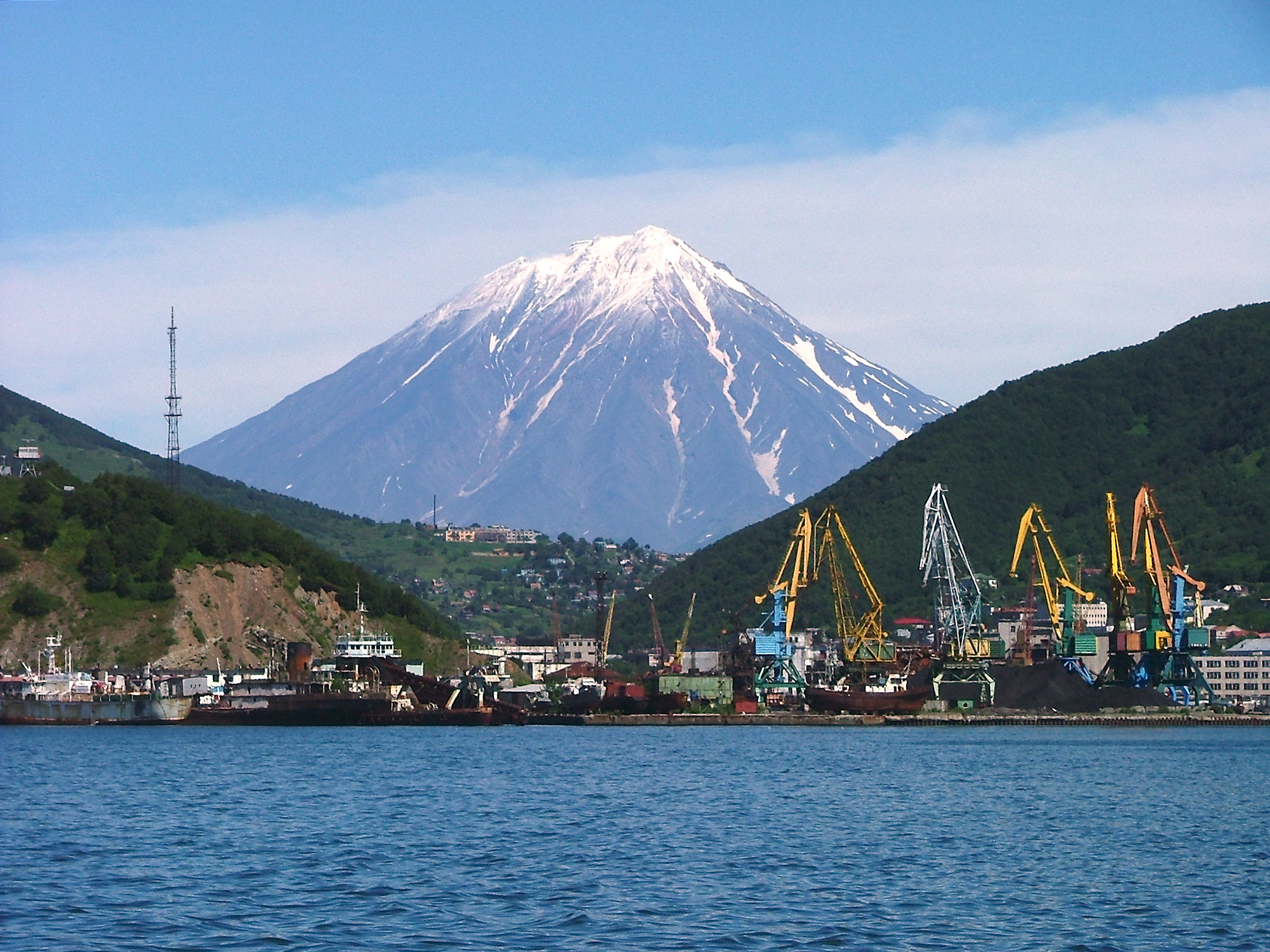
Petropavlovsk-Kamtchatski et le volcan Koriakski, vus depuis la baie.
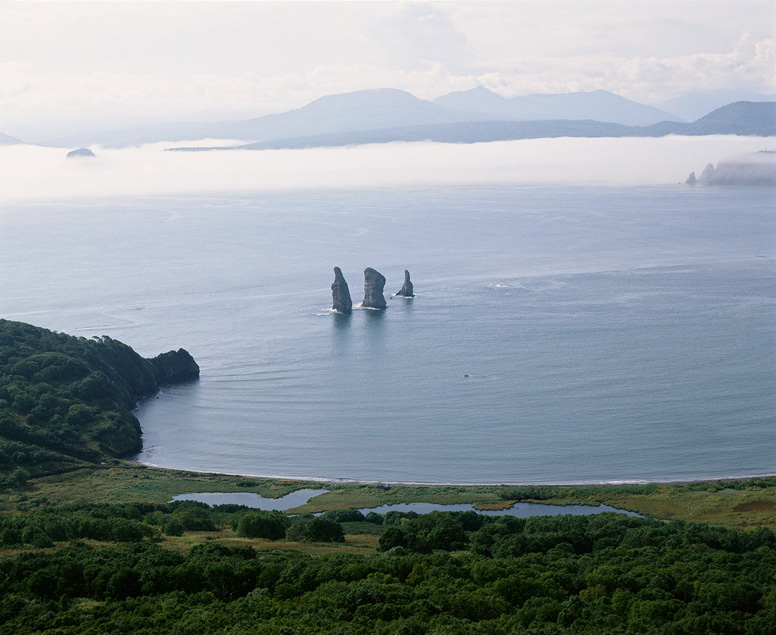
Les rochers dits « Les Trois Frères » à l'entrée de la baie d'Avatcha.
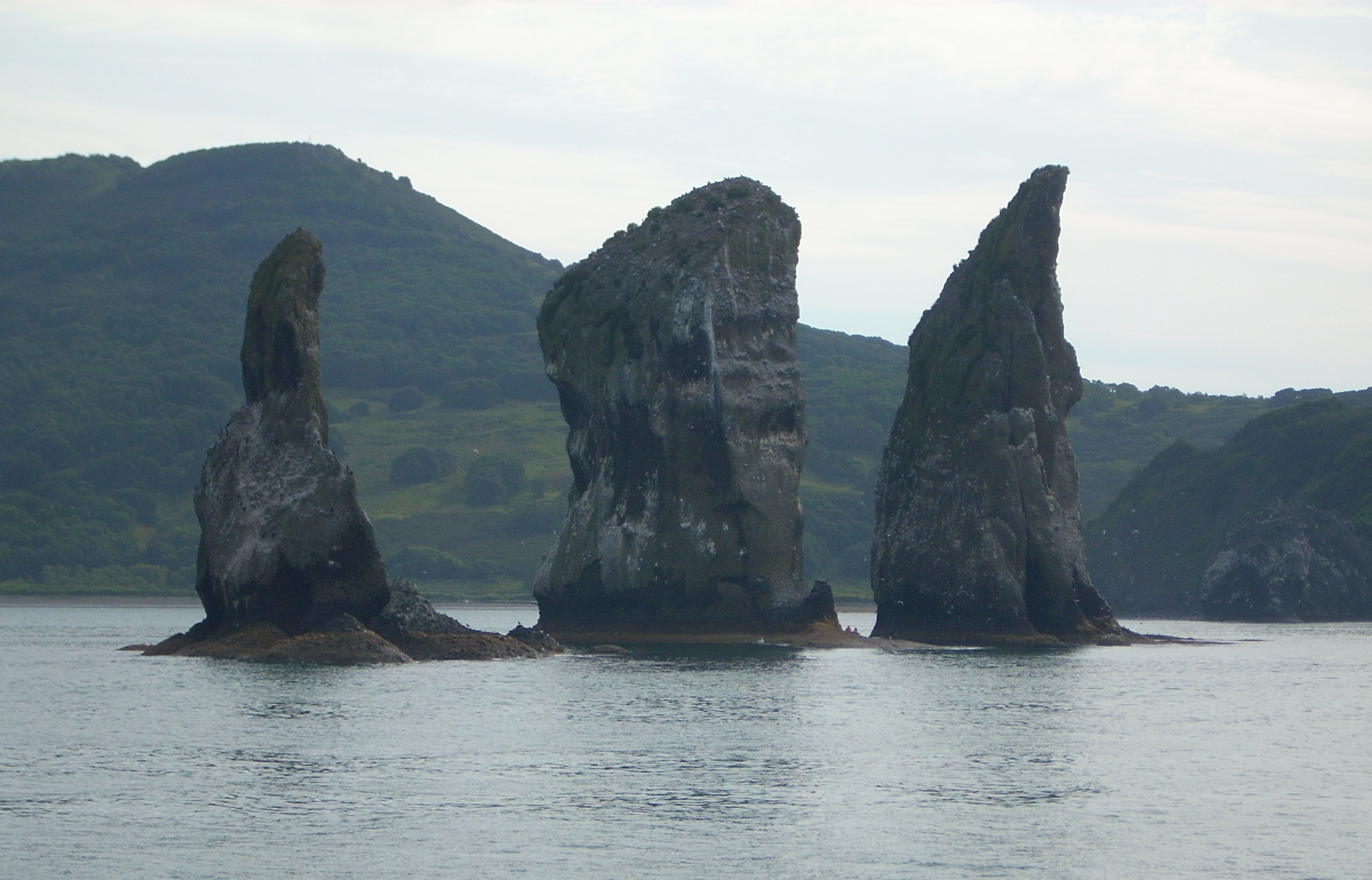
« Les Trois Frères » de plus près.
Carte marine de la baie, datant de 1833.

## Risque de tsunami
La région du Kamtchatka est très exposée au risque de tsunami, étant proche de la fosse des Kouriles, une zone de subduction marquée par de nombreux et grands séismes. Des études géologiques dans la baie d'Avatcha ont recensé la trace de 33 tsunamis au cours des 4000 derniers milliers d'années, dont 5 pendant les temps historiques (1737, 1792, 1841, 1923 et 1952). La hauteur estimée des vagues de tsunami varie de 1,9 à 5,7 m. Les plus hauts tsunamis peuvent pénétrer plus de 400 m à l'intérieur des terres. La fréquence de retour sur les 33 évènements est de 133 ans, mais sur les 5 derniers tsunamis elle est de seulement de 56 ans, soit moins que l'espérance de vie humaine.
Depuis ces études, il faut ajouter le tsunami de 2025, qui a causé quelques dégâts sur le port militaire de Vilioutchinsk. 

## Environnement
En octobre 2020 est observée dans la baie une gigantesque hécatombe d'animaux marins, dont la cause reste longtemps indéterminée. Les scientifiques estiment qu'à une profondeur de 10 m, 95% de la faune benthique est morte. D'abord soupçonnée être d'origine humaine, la pollution s'avère finalement naturelle. Les investigations scientifiques et pénales arrivent à la même conclusion : c'est la prolifération de microalgues dinoflagellés (marée rouge) qui a libéré de grandes quantités de toxine tuant la faune marine,. Le changement climatique pourrait rendre ce genre d'évènement plus fréquent à l'avenir.